# Margareta Nisborg
Inga Tyra Margareta Nisborg, född 15 mars 1940 i Härnösand, Ångermanland, är en svensk barnskådespelare och sångerska. Gift Lundgren. Avliden 2024-10-30.
Nisborg medverkade i Ingmar Bergmans radioteateruppsättning av Brott och brott 1952 i rollen som dottern Marion och i samma roll i teateruppsättning på Boulevardteatern i Stockholm. Hon sjöng in sex stenkakor, flera med syskonen Kerstin och Elisabeth som Systrarna Nisborg, även "Kom hem lille far" med Sven Arefeldt som dirigent.

## Filmografi
- 1952 – När syrenerna blomma
- 1955 – Finnskogens folk